# NGC 6597
NGC 6597 is een elliptisch sterrenstelsel in het sterrenbeeld Draak. Het hemelobject werd op 14 juni 1885 ontdekt door de Amerikaanse astronoom Lewis A. Swift.

## Synoniemen
- MCG 10-26-20
- ZWG 301.18
- NPM1G +61.0212
- PGC 61520